# Geyeria
Geyeria is een geslacht van vlinders van de familie Castniidae, uit de onderfamilie Castniinae.

## Soorten
- G. decussata (Godart, 1824)
- G. huebneri (G.R.Gray, 1838)
- G. uruguayana (Burmeister, 1879)